# SimTown
SimTown — відеогра в жанрісимулятор життя, створена українською студією Tavex у співпраці з Maxis, і видана в 1995 році для Microsoft Windows, Windows 3.x, OS/2 Warp 4, Windows 95, Apple Macintosh і Super Famicom. Гра призначена для дитячої аудиторії.

## Ігровий процес
Гра SimTown багато в чому є спрощеною версією SimCity, замість мегаполісу потрібно розвивати маленьке містечко. А саме будувати житлові будинки, робочі місця для їх жителів і упорядковувати вулиці. Гравець може вибрати одного з керованих персонажів, який буде жити самостійно в будинку з сім'єю. Є можливість також спостерігати за життям і роботою чоловічків, і оглядати приміщення будинків. Головна мета гравця — зробити всіх жителів містечка щасливими, для цього необхідно забезпечити всіх жителів водопостачанням, налагодити утилізацію відходів тощо. На відміну від SimCity, де мегаполіс існує на власні кошти — містечко отримує кредити ззовні, які повинні бути витрачені на благоустрій міста. Якщо гравець не зуміє правильно налагодити інфраструктуру в місті, то це може призвести до негативних наслідків: від невдоволення жителів, до масового висихання зелені і водойм. Важливо також зберігати баланс між житловими будинками і робочими місцями, якщо буде занадто багато робочих місць, деякі громадські будівлі стануть покинутими, те ж саме з безробітними сім'ями, які також почнуть залишати свої будинки. На сім'ю припадає по два дорослих, дві дитини і один вихованець. При виконанні завдань, гравець отримує різні нагороди.

## Критика
Критик сайту allgame Бред Кук зазначив, що гра є спрощеною та дитячої версією SimCity і ідеально підходить для тих дітей, які люблять щось будувати і створювати. Критик похвалив гру за гарну графіку й ретельну пропрацьованість кожної будівлі та об'єкта, однак вважав цю «детальність» тодішні комп'ютери (1995 рік) можуть не витримати.
Критик сайту GameFAQs похвалив нововведення в грі, де тепер можна спостерігати за життям чоловічків, геймплей має чудову графіку і сам досить простий, але навіть тут є багато реалізму, містечко не застраховане від різних лих, наприклад пожеж.
Критик сайту csoon похвалив гру за витончену графіку і милу музику, вона може багато чому навчити дітей, а й бути цікавою для дорослих.